# Erga Halilaj
Erga Halilaj, född 1987 i Vlora, är en albansk sångerska och pianist. Hon har deltagit i den inhemska musiktävlingen Festivali i Këngës vid ett antal tillfällen. 2014 och 2015 körade hon till de albanska bidragen i Eurovision Song Contest.

## Karriär
2007 debuterade hon i Kënga Magjike 2007 med låten "Pa kthim". Hon tilldelades i finalen pris för bästa alternativa låt.
2008 debuterade hon i Festivali i Këngës 47 med låten "Dikush mungon" av Kristi Popa och Florian Zyka. I finalen fick hon 66 poäng vilket räckte till plats 11 av 20. Året därpå ställde hon upp i Festivali i Këngës 48 med "Party" som skrevs och komponerades av Dorian Nini och Adrian Nini. Likt året dessförinnan fick hon 66 poäng och slutade 12:a av 20. 
I december 2014 deltog Erga Halilaj i Festivali i Këngës 53 med låten "Ti s'më njeh". Låten skrevs av den kända sångerskan och låtskrivaren Ronela Hajati med musik av Kristi Popa. Hon tog sig till tävlingens final, där hon fick 15 poäng av juryn vilket räckte till att sluta 11:a av 17 finalister. 
I december 2015 deltar hon för andra året i rad i Festivali i Këngës 54, denna gång med bidraget "Monolog".
I maj 2014 var hon bakgrundssångerska åt Hersiana Matmuja vid Eurovision Song Contest 2014 i Köpenhamn. Vid Eurovision Song Contest 2015 i Wien hade hon samma uppgift bakom Elhaida Dani.
Halilaj har släppt ett studioalbum, med titeln Stacioni i fundit (den sista stationen).

## Diskografi

### Studioalbum
- Stacioni i fundit